# دمبدف میران
دمبدف میران، روستایی در دهستان وشنام دری بخش مرکزی شهرستان چابهار در استان سیستان و بلوچستان ایران است.

## جمعیت
بر پایه سرشماری عمومی نفوس و مسکن در سال ۱۳۹۵، جمعیت این روستا برابر با ۱۲۴ نفر (۲۷ خانوار) بوده‌است.